# Mikhail Vasilyevich Isakovsky
Mikhail Vasilyevich Isakovsky (tiếng Nga: Михаил Васильевич Исаковсий; 19 tháng 1 năm 1900 – 20 tháng 7 năm 1973) là một nhà văn, nhà thơ Nga Xô viết.

## Tiểu sử
Mikhail Isakovsky sinh ở làng Glotovka, tỉnh Smolensk trong một gia đình nông dân nghèo. Học ở trường gymnazy nhưng phải bỏ học vì nhà nghèo. Năm 1914 bắt đầu in thơ trên một tờ báo ở Moskva. Ông từng làm nghề dạy học, biên tập một số tờ báo và tạp chí. Nhiều bài thơ của ông được phổ nhạc trở thành những bài hát nổi tiếng.
Đối với bạn đọc Việt Nam, Mikhail Isakovsky được biết đến qua một số bài thơ, mà đặc biệt là bài hát "Katyusha" (Cachiusa) do nhạc sĩ Matvei Isaakovich Blanter phổ thơ ông. Bài hát này nổi tiếng khắp thế giới; còn ở Liên Xô, nó nổi tiếng đến mức người ta đã lập một bảo tàng về bài hát ở quê hương ông.
Ngoài thơ sáng tác ông còn dịch nhiều thơ các nước cộng hòa của Liên Xô ra tiếng Nga.
Mikhail Isakovsky hai lần được tặng Giải thưởng Nhà nước Liên Xô (1943, 1949), năm 1970 được phong Anh hùng Lao động. Ông cũng được tặng nhiều huân huy chương các loại của Liên Xô. Ông mất ở Moskva năm 1973.

## Tác phẩm
- По ступеням времени (1921)
- Взлеты (1921)
- Четыреста миллионов (1921)
- Провода в соломе (1927)
- Провинция (1930)
- Мастера земли (1931)
- Стихи и песни (1938, доп. изд. 1940)
- Наказ сыну, 1943
- Здравствуй, Смоленск, 1944
- Избранные стихи и песни (1940, доп. изд. 1947)
- Стихи и песни (1948, Гос. премия СССР, 1949)
- Поэма ухода (1920)
- О поэтах, о стихах, о песнях (1968)
- На Ельнинской земле: Автобиографические страницы (1971-1972)
- Исаковский М. Собрание сочинений, тт. 1-4. М., 1968-1969
- Исаковский М. Собрание сочинений, тт. 1-4. М., 1968-1969

## Một vài bài thơ

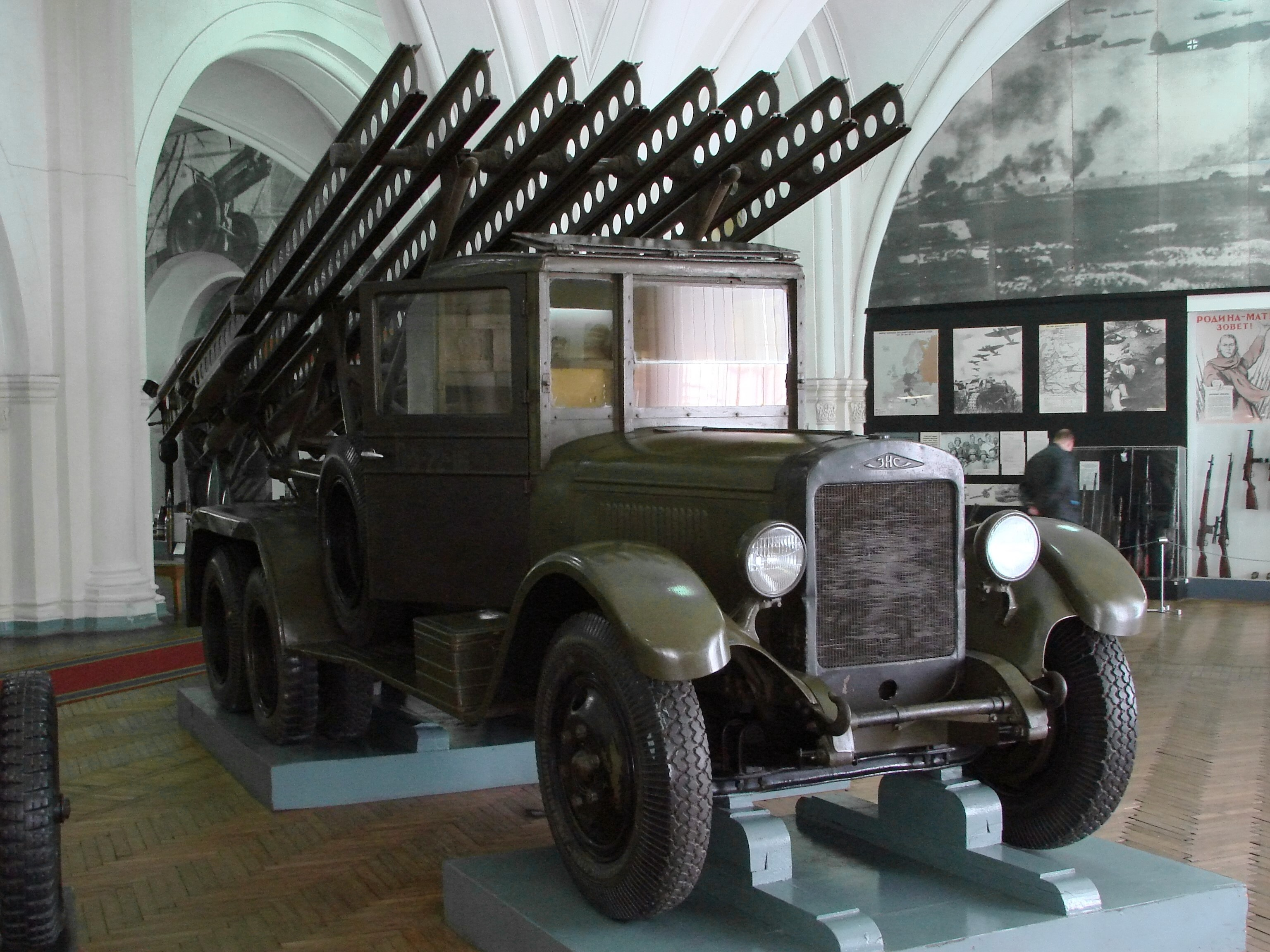
Dàn tên lửa Cachiusa

| Катюша Расцветали яблони и груши, Поплыли туманы над рекой. Выходила на берег Катюша, На высокий берег на крутой. Выходила, песню заводила Про степного сизого орла, Про того, которого любила, Про того, чьи письма берегла. Ой ты, песня, песенка девичья, Ты лети за ясным солнцем вслед: И бойцу на дальнем пограничье От Катюши передай привет. Пусть он вспомнит девушку простую, Пусть услышит, как она поет, Пусть он землю бережет родную, А любовь Катюша сбережет. Расцветали яблони и груши, Поплыли туманы над рекой. Выходила на берег Катюша, На высокий берег на крутой. Услышь меня, хорошая Услышь меня, хорошая, Услышь меня, красивая - Заря моя вечерняя,: Любовь неугасимая! Иду я вдоль по улице, А месяц в небе светится, Чтоб нам с тобою встретиться. Еще косою острою В лугах трава не скошена, Еще не вся черемуха В твое окошко брошена; Еще не скоро молодость Да с нами распрощается. Люби ж, покуда любится, Встречай, пока встречается. Встречай меня, хорошая, Встречай меня, красивая - Заря моя вечерняя, Любовь неугасимая! | Cachiusa Lê và táo nở hoa Sương giăng trên sông vắng Cachiusa ra bến Trên bờ cao năm nào. Nàng cất lên bài hát Về đại bàng, thảo nguyên Về một người yêu thương Mà thư nàng vẫn đọc. Ôi, bài ca thiếu nữ Hãy bay theo mặt trời Về biên cương xa xôi Trao lời thăm hỏi nhé. Để chàng nhớ về em Để chàng nghe câu hát Chàng giữ gìn tổ quốc Tình yêu – em giữ gìn. Lê và táo nở hoa Sương giăng trên sông vắng Cachiusa ra bến Trên bờ cao năm nào. Nghe anh này em xinh Nghe anh này em đẹp Em – hoàng hôn của anh Một tình yêu không tắt. Anh đi theo đường phố Còn trăng sáng trên trời Cho chúng mình gặp gỡ. Khi lưỡi hái đang mài Trên đồng chưa cắt cỏ Anh đào chưa nở đầy Nghiêng cây vào cửa sổ. Khi hãy còn tuổi trẻ Ân ái hãy còn nhiều Yêu, khi còn được yêu Gặp, khi còn gặp gỡ. Gặp gỡ này em xinh Gặp gỡ này em đẹp Em – hoàng hôn của anh Một tình yêu không tắt. Bản dịch của Nguyễn Viết Thắng. |

## Một vài chi tiết liên quan đến "Cachiusa"

Cachiusa BM-27

- Bài thơ này được nhạc sĩ Matvei Isaakovich Blanter phổ nhạc năm 1938 thành một bài hát nổi tiếng không chỉ ở Nga mà cả thế giới. Bài hát này còn tạo cảm hứng để người Nga đặt tên cho các dàn phóng tên lửa BM-8, BM-13 và BM-21, được trang bị cho Hồng quân Xô Viết trong Chiến tranh thế giới thứ hai. (Xem bài Cachiusa (vũ khí))
- Những năm 1943-1945 rất phổ biến đoạn thơ sau:

| Để Fritz nhớ mãi "Cachiusa" Cho nghe ra lời "Cachiusa" hát: Làm cho quân địch hồn xiêu phách lạc Và tăng thêm dũng khí cho quân ta. | Пусть фриц помнит русскую «катюшу», Пусть услышит, как она поет: Из врагов вытряхивает души, А своим отвагу придает! |

- Sau này, khi bài hát đã nổi tiếng khắp thế giới, Mikhaili Isakovsky viết khổ thơ kết sau đây:

| Lê và táo hết hoa Sương tan trên sông vắng Cachiusa rời bến Mang bài hát về nhà. | Отцветали яблони и груши, Уплыли туманы над рекой. Уходила с берега Катюша, Уносила песенку домой. |

- Ca-chiu-sa, nàng là ai? http://vietnamnet.vn/vanhoa/201001/Cachiusa-Nang-la-ai-891248/